# Victor Reinshagen
Victor Reinshagen (* 22. Mai 1908 in Riga, Gouvernement Livland; † 14. November 1992 in Zürich, Schweiz) war ein Schweizer Dirigent und Komponist.

## Leben und Wirken
Victor Reinshagen kam im Alter von sechs Jahren nach Zürich und besuchte dort die Schule und die Musikakademie. Ab 1926 studierte er in Berlin  an der Hochschule für Musik in der Kapellmeisterklasse bei Julius Prüwer.
1927 wurde er Chordirektor und zweiter Dirigent am Städtebundtheater Biel-Solothurn. 1928 dirigierte er als Gast am Stadttheater/Opernhaus Zürich die Oper Der fliegende Holländer; 1929 wurde er dort Dirigent. Von 1942 bis 1955 war er leitender Kapellmeister; 1973 wurde er pensioniert.
Wichtige Dirigate waren unter anderem Porgy and Bess von George Gershwin (1945, deutschsprachige Erstaufführung), Niobe von Heinrich Sutermeister (1946, Uraufführung), The Rake’s Progress von Igor Strawinsky (1951, deutschsprachige Erstaufführung), Cardillac von Paul Hindemith (1952, Uraufführung der Neufassung), Die Abenteuer des Königs Pausole von Arthur Honegger (1953, Schweizer Erstaufführung) und Die späte Sühne von Armin Schibler nach der Ballade Die Füße im Feuer (1955, Uraufführung).
Als Gast dirigierte Victor Reinshagen von 1935 bis 1938 und ab 1950 das Radioorchester Beromünster, ab 1950 an der Bayerischen Staatsoper München und von 1963 bis 1968 an der Opéra de Marseille. Von 1968 bis 1973 war er Direktor des künstlerischen Betriebsbüros der Hamburgischen Staatsoper.

## Werke
- Grete im Glück. Operette in einem Vorspiel und neun Bildern. Libretto Armin L. Robinson. Musikverlag und Bühnenvertrieb Zürich, Zürich 1937.[2] Uraufführung am 7. November 1936 am Stadttheater Zürich, Regie: Carl Goldner.
1941 wurde von Hermann Hermecke unter dem Titel Prinzessin Grete eine „arisierende“ Bearbeitung veröffentlicht,[3][4] die am 31. Dezember 1943 am „Reichsgautheater Innsbruck“ (damaliger Name des Tiroler Landestheaters Innsbruck) erstaufgeführt wurde.[5]
- Tanz um Daisy. Operette in drei Akten und neun Bildern. Libretto Paul Knepler nach André Perrot. Musikverlag und Bühnenvertrieb Zürich, Zürich 1939.[6] Uraufführung am 31. Dezember 1938 am Stadttheater Zürich, Regie: Walter Felsenstein.
- Der geliebte Dieb. Operette in 3 Akten. Libretto Willy Harder. Musikverlag und Bühnenvertrieb Zürich, Zürich 1940.[7] Uraufführung am 29. April 1940 am Stadttheater Zürich, Regie: Fritz Schulz.